# تیرداد سخایی
تیرداد سخایی (زاده ۱۳۳۲) فیلمنامه‌نویس اهل ایران است.

## زندگی
وی سال ۱۳۵۰ از دانشکده هنرهای دراماتیک مدرک کارشناسی خود را گرفت و در سال ۱۹۸۰ میلادی در مقطع فوق کارشناسی از آمریکا فارغ‌التحصیل شد. او مدتی مدرس فیلمنامه در دانشکده صدا و سیما و کارشناس مسئول امور سینمایی ارشاد استان تهران بوده‌است. ترجمهٔ کتاب «راز قطعه سرخ» و نگارش کتابهای «آموزش فیلمنامه‌نویسی به روش مکاتبه‌ای»، «تنگناهای سینمای مستند ایران» و «فیلمنامه به مثابهٔ فن» از دیگر فعالیت‌های او بوده‌است.
از میان فیلمنامه‌های سینمایی و تلویزیونی که توسط وی نگارش شده می‌توان به فیلمنامه شریک زندگی (همراه همسرش ربابه هاشمیان) و روز دیدار (به همراه همسرش) و سرب ساخته مسعود کیمیایی اشاره کرد.
وی از سال ۱۳۸۳تاکنون عضو هیئت علمی مرکز آموزش‌های سینمایی دارالفنون است وبه تدریس فیلمنامه‌نویسی اشتغال دارد.

## آثار

### نویسندگی
- روز دیدار (۱۳۷۴)
- شریک زندگی (۱۳۷۳)
- آلما (۱۳۷۱)
- سرب (۱۳۶۷)
- هوای تازه (۱۳۶۵)
- دست‌های آلوده